# Skivtungegroda
Skivtungegroda (Discoglossus pictus) är en art i familjen skivtungade grodor (Pelobatidae) som tillhör ordningen stjärtlösa groddjur. 

## Utseende
Skivtungegrodan är knubbig med ett brett, platt huvud och ögon med en hjärtformad pupill. Grodan förekommer i tre olika utseendemässiga former: En jämnfärgat brun till grönaktig, en med mörka fläckar med ljusa kanter, och en form med två mörkbruna, längsgående band, ett ljust band längs ryggen, och två ljusa band längs sidorna, precis som hos portugisisk skivtungegroda. Buken är alltid vitaktig. Den blir 7 till 8 cm lång.

## Utbredning
Skivtungegrodan har tre underarter:
- Discoglossus pictus pictus, som finns på Sicilien och Malta (inklusive Gozo) där den kan gå upp till 1 500 m.
- Discoglossus pictus auritus, som finns i norra Algeriet och Tunisien. Den har dessutom införts till nordvästra Spanien (Gerona).
- Discoglossus pictus scovazzi, som finns i Marocko. Den har också införts till södra Frankrike och nordvästra Spanien, där den går upp till 500 m, även om den oftast håller sig på lägre nivåer. [2] [4]

## Vanor
Grodan vistas i eller nära stillastående vattensamlingar, långsamrinnande bäckar, bevattningskanaler och liknande. Speciellt D. p.  scovazzi tolererar även brackvatten.
De europeiska populationerna övervintrar i december till januari.

## Fortplantning
Lektiden i Nordafrika äger rum från januari till tidigt i november. Kopulationen varierar från omkring 2 timmar hos de marockanska populationerna till ett par minuter i Spanien. Amplexus (hanens omklamrande av honan) sker strax framför bakbenen.  Honan parar sig med flera hanar; vid varje parning lägger hon en klump med 20 till 50 ägg, vilket kan bli omkring 500 - 1 000 ägg på en natt. Äggen kläcks efter ett par dagar till en vecka, medan ynglen förvandlas efter 1 till 3 månader.